# Shantungosaure
L'shantungosaure (Shantungosaurus, "rèptil de Shantung") és un gènere representat per una única espècie de dinosaure ornitòpode hadrosàurid, que va viure a la fi del període Cretaci, fa 75 milions d'anys en el Campaniano, a Àsia. Descobert en 1964, aquest gènere és conegut per 5 esquelets incomplets oposats en la Formació Wangshi de la província de Shandong, Xina. La reconstrucció de l'esquelet fòssil, muntat en l'Institut Geològic de la Xina, a Pequín, mesura 14,72 metres de llarg. Solament el crani de l'holotip mesura 1,63 metres.
Shantungosaurus mitjana al voltant de 15 metres de llarg, sent el major dels hadrosaures, amb un pes estimat de més de 16 tones. Les restes recuperades fins avui són molt similars als d'edmontosaure, excepte per la seva grandària i com a est era un dinosaure de bec d'ànec de cap pla. Era un dinosaure pesat, amb quatre potes massisses pota suportar el seu voluminós cos. Podia avançar sobre les potes posteriors proveïdes de cascos, però també sobre les quatre potes, ja que les seves mans estaven acabades també en cascos. En la part davantera de la seva llarga i baix cap, tenia un ample bec sense dents, amb el qual recollia grans quantitats de plantes dures d'un sol mos i les trituraba fins a convertir-les en una pasta, servint-se de prop de 1500 diminutes dents dels seus queixos. Un gran buit prop dels orificis del nas va poder haver estat cobert d'una solapa de teixit que va poder inflar-la per produir sons. La seva cua era molt llarga, segurament per balancera el gran pes d'animal a l'altura dels seus malucs.